# Corporação proprietária
Corporação proprietária é um termo desenvolvido durante o fascismo, no qual a corporação, grupo de pessoas que atuam como uma única pessoa buscando a execução de objetivos comuns, passa a ser dona do negócio em que opera. A ideia da "corporação proprietária" nasceu de Ugo Spirito, sendo expressa pela primeira vez durante o II Congresso de Estudos Sindicais e Corporativos. Nesta conferência, segundo Spirito, para atingir os objetivos do fascismo era necessário acelerar a construção de um novo estado. Nessa perspectiva, Spirito consideraria o sindicalismo como um legado do capitalismo, explicando como superar a distinção entre empregadores e trabalhadores.
Segundo Spirito, para superar as diferenças entre empregadores e trabalhadores, as empresas individuais devem ser transformadas em entidades pertencentes a corporações, ou seja, permitir que trabalhadores e empregadores, em graus diversos e em relação ao nível hierárquico, compartilhem os propriedade e gestão da corporação. Essas corporações seriam entendidas como um órgão do Estado.
Com a "corporação proprietária", Spirito queria criar uma das ferramentas capazes de se opor e vencer a luta contra o comunismo e o capitalismo, dando origem a uma "Nação de produtores" que se autodisciplina através do sistema corporativo, deixando de lado a luta de classes contínuas e intermináveis, fazendo coincidir o interesse individual com o interesse nacional e comunitário. 
Com isso, pretendia-se alcançar o "corporativismo integral", entendido como a fase final do estado fascista onde se realiza a transferência do controle do capital dos acionistas para os trabalhadores da empresa, além da transferência dos meios de produção e, portanto, da propriedade do negócio à corporação.